# Bothidae
Famille
Les Bothidae forment une famille de poissons plats. Certaines espèces sont connues sous le nom de fausse limande ou turbots.

## Liste des genres
Selon World Register of Marine Species (16 mars 2015) :
- genre Arnoglossus Bleeker, 1862 -- 35 espèces
- genre Asterorhombus Tanaka, 1915 -- 4 espèces
- genre Bothus Rafinesque, 1810 -- 16 espèces, genre-type
- genre Chascanopsetta Alcock, 1894 -- 8 espèces
- genre Crossorhombus Regan, 1920 -- 5 espèces
- genre Engyophrys Jordan & Bollman, 1890 -- 2 espèces
- genre Engyprosopon Günther, 1862 -- 31 espèces
- genre Grammatobothus Norman, 1926 -- 3 espèces
- genre Japonolaeops Amaoka, 1969 -- 1 espèce
- genre Kamoharaia Kuronuma, 1940 -- 1 espèce
- genre Laeops Günther, 1880 -- 12 espèces
- genre Lophonectes Günther, 1880 -- 2 espèces
- genre Monolene Goode, 1880 -- 11 espèces
- genre Neolaeops Amaoka, 1969 -- 1 espèce
- genre Parabothus Norman, 1931 -- 9 espèces
- genre Perissias Jordan & Evermann, 1898 -- 1 espèce
- genre Psettina Hubbs, 1915 -- 10 espèces
- genre Scolops -- 1 espèce (nomen dubium)
- genre Taeniopsetta Gilbert, 1905 -- 2 espèces
- genre Tosarhombus Amaoka, 1969 -- 6 espèces
- genre Trichopsetta Gill, 1889 -- 4 espèces

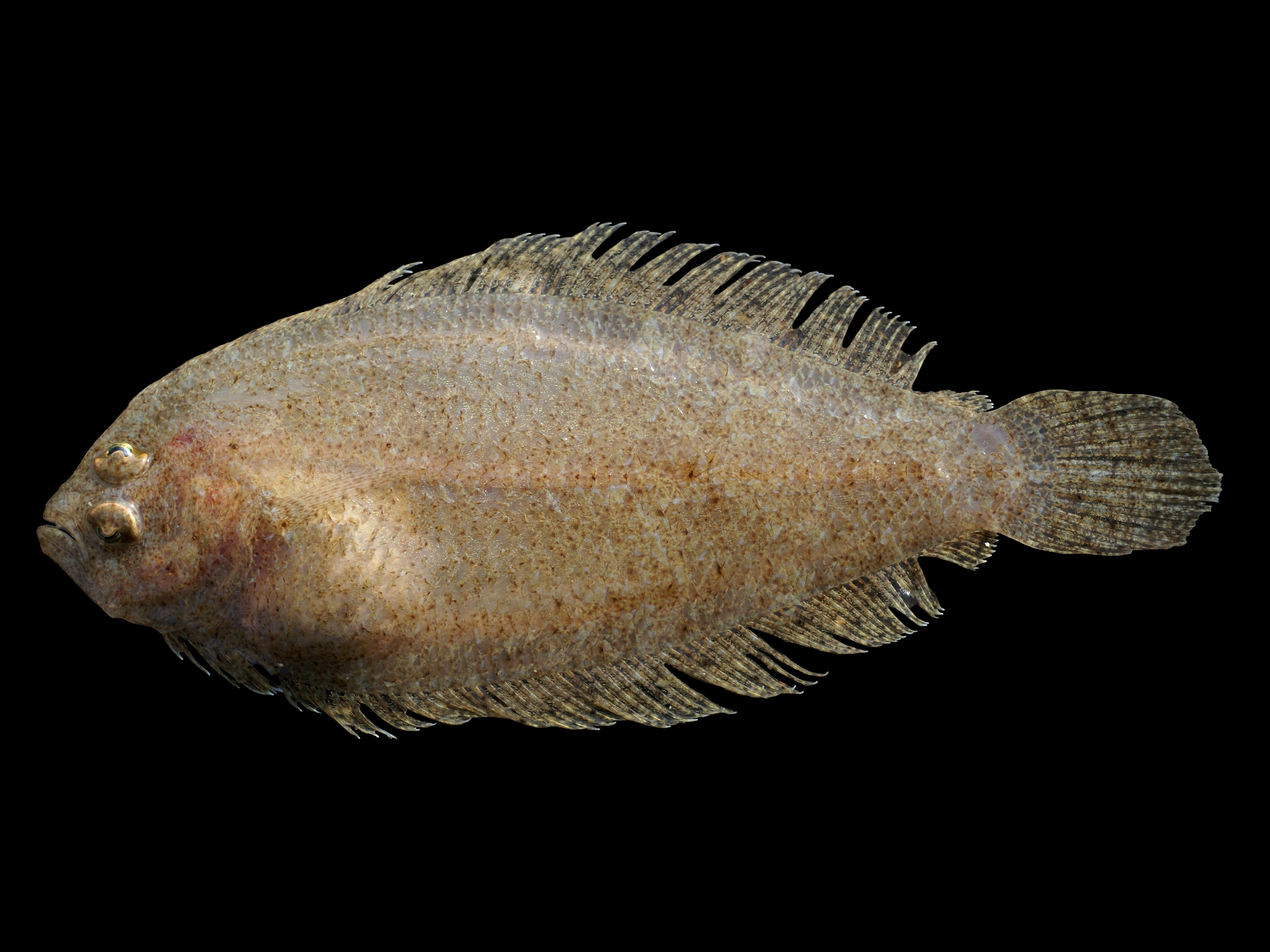
Arnoglossus laterna
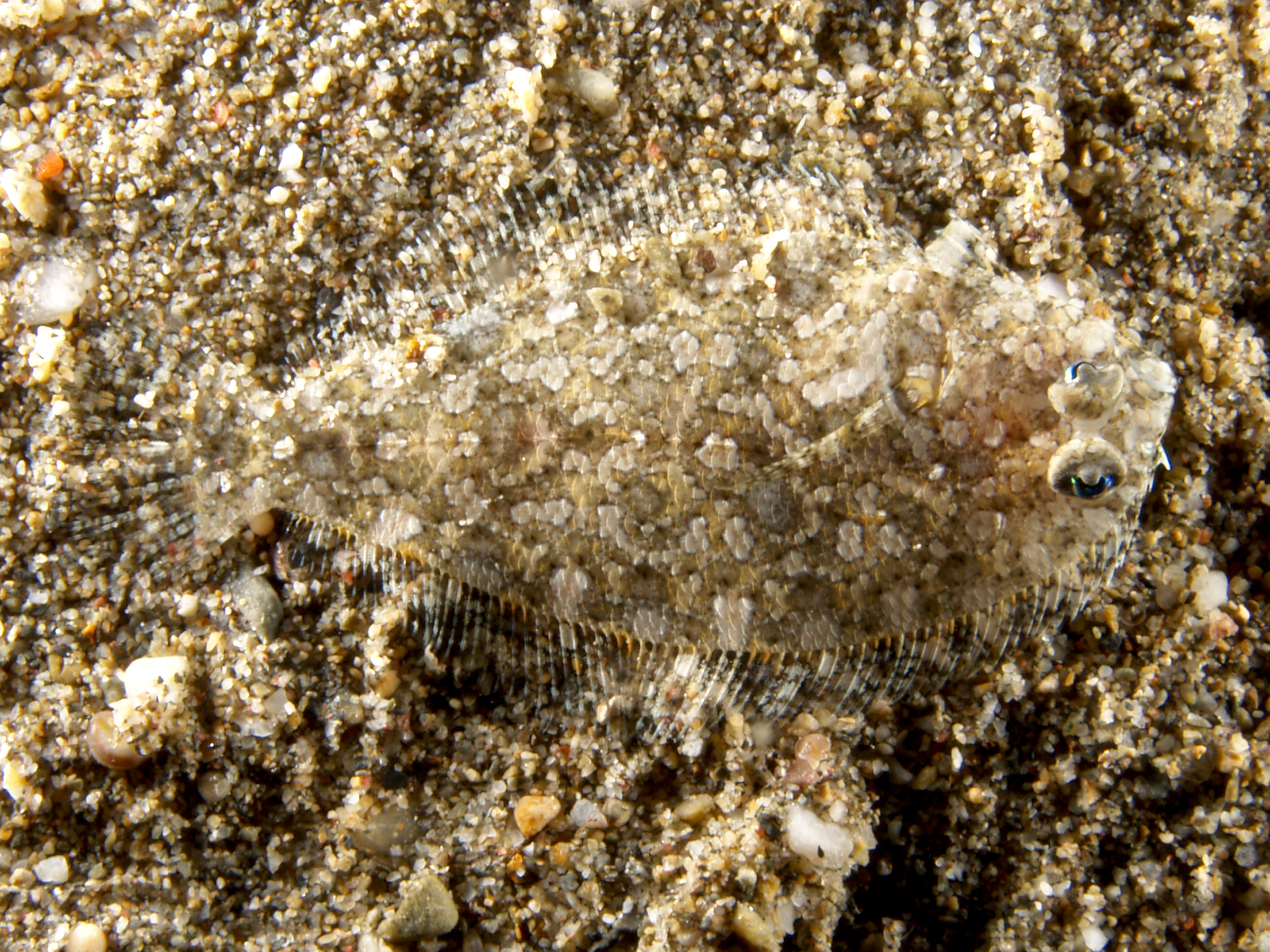
Asterorhombus intermedius
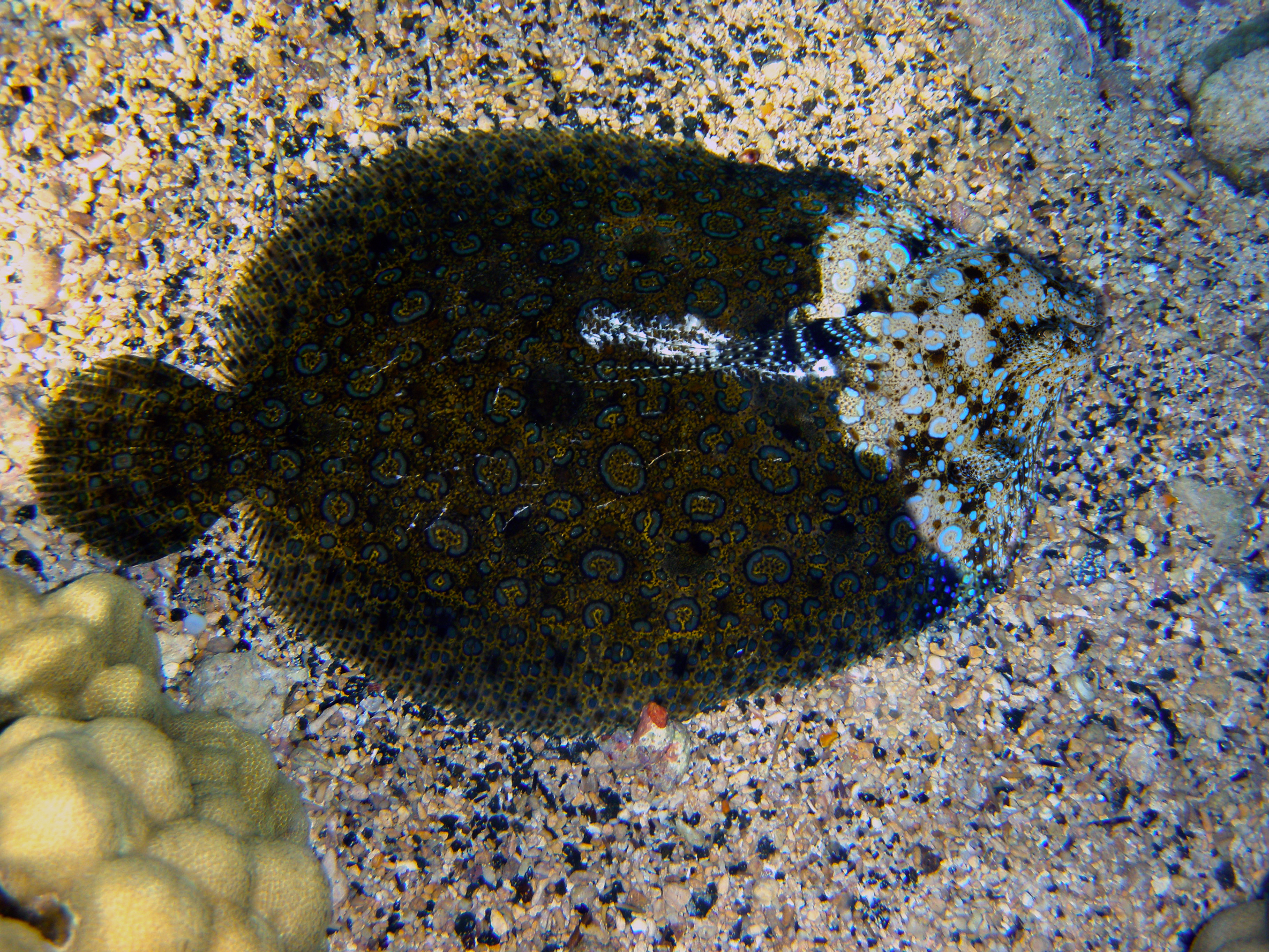
Bothus mancus
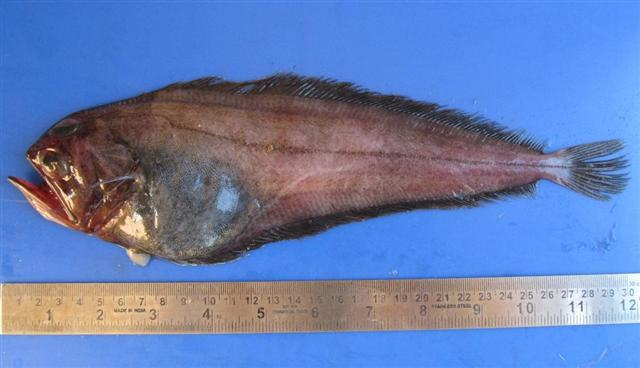
Chascanopsetta lugubris
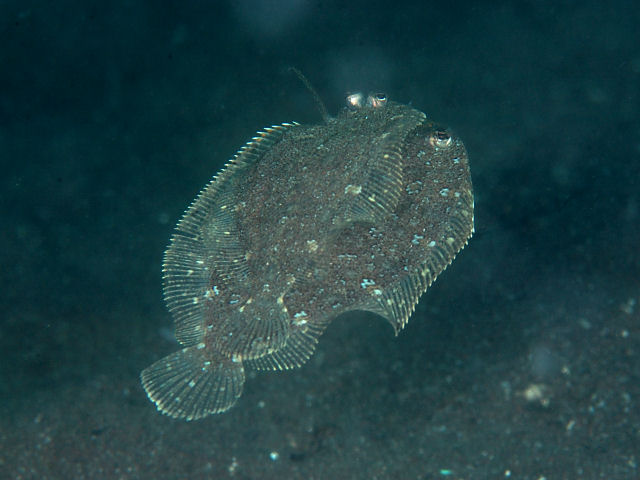
Crossorhombus kobensis
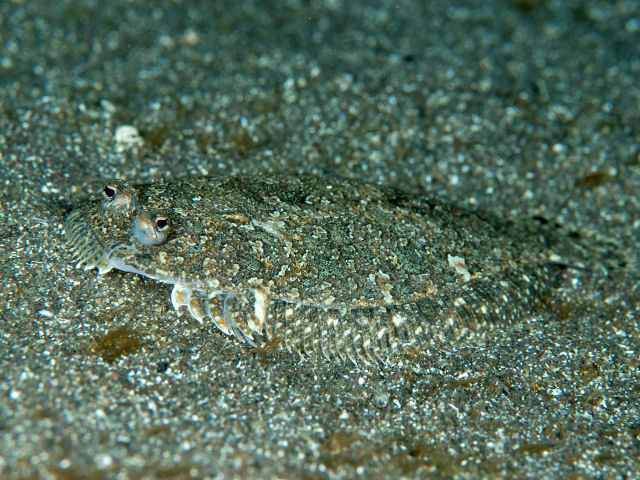
Engyprosopon grandisquama
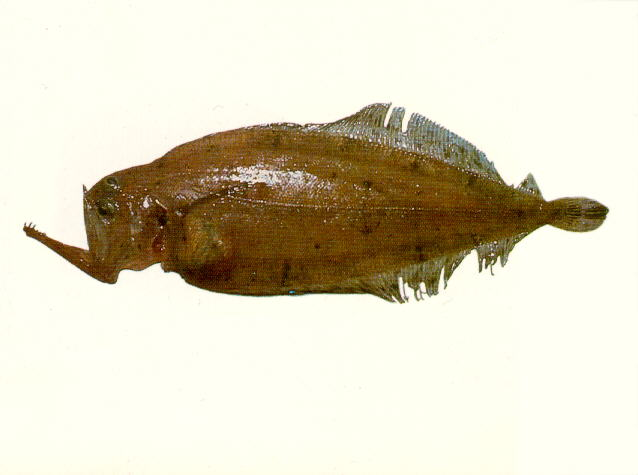
Kamoharaia megastoma
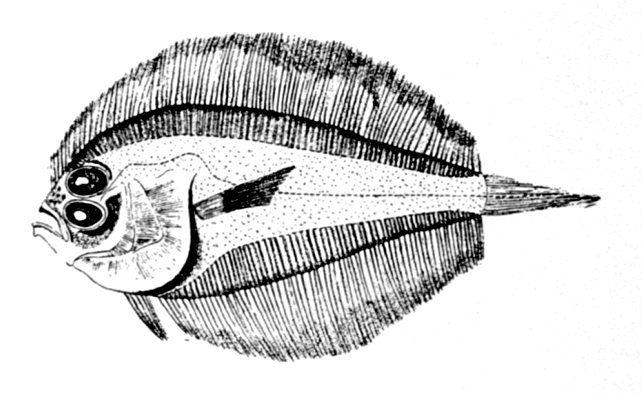
Laeops macrophthalmus
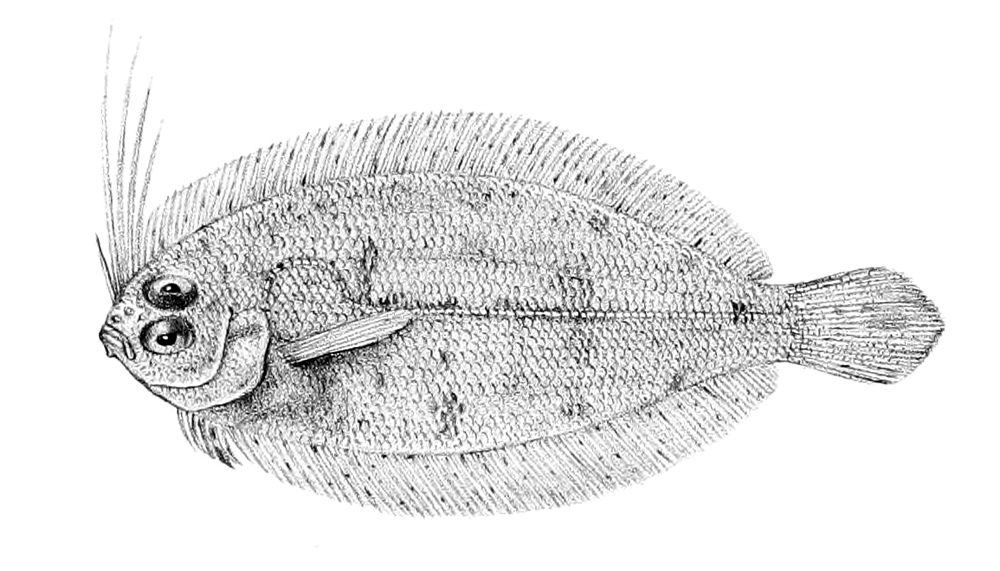
Lophonectes mongonuiensis
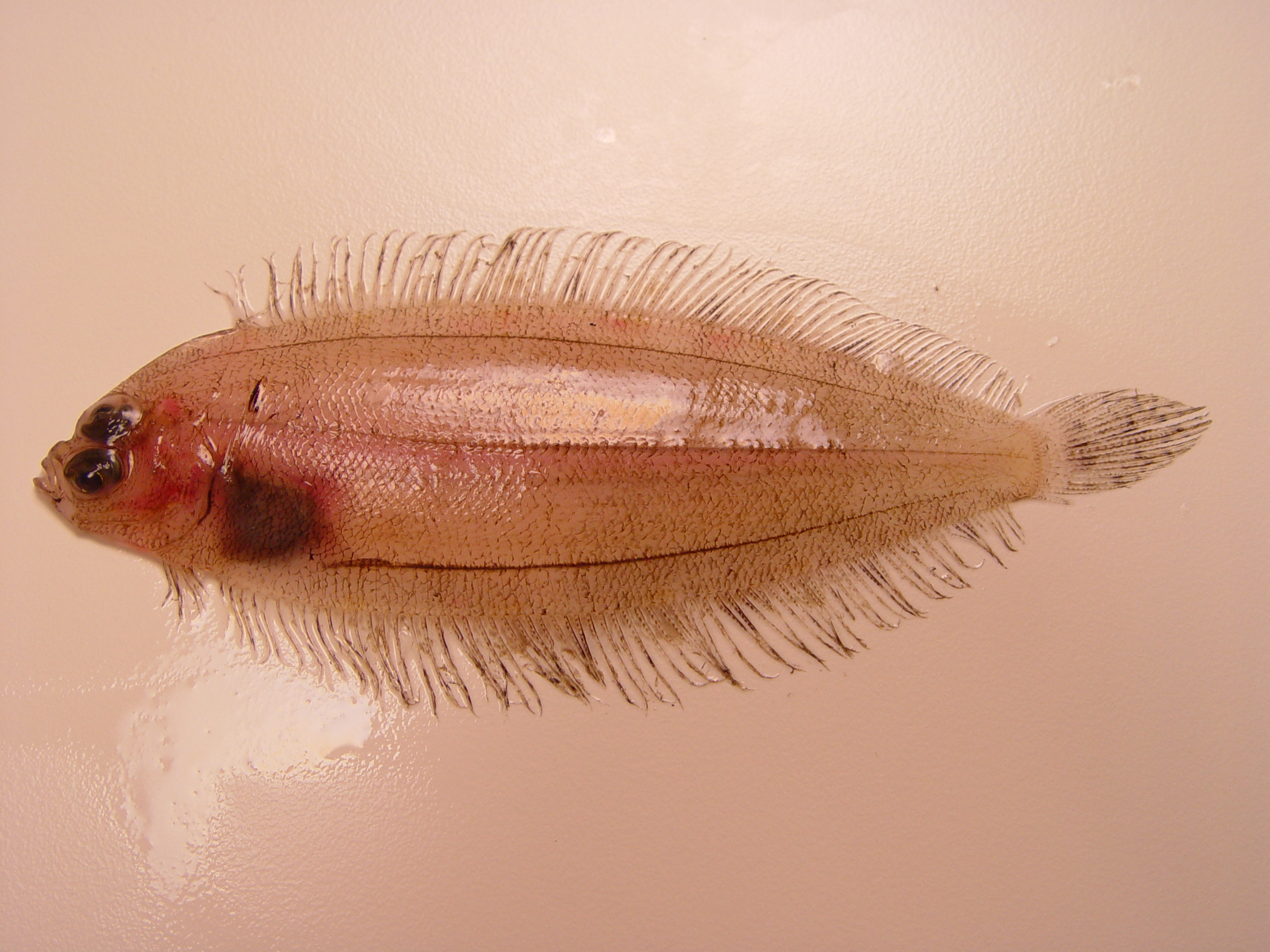
Monolene sessilicauda
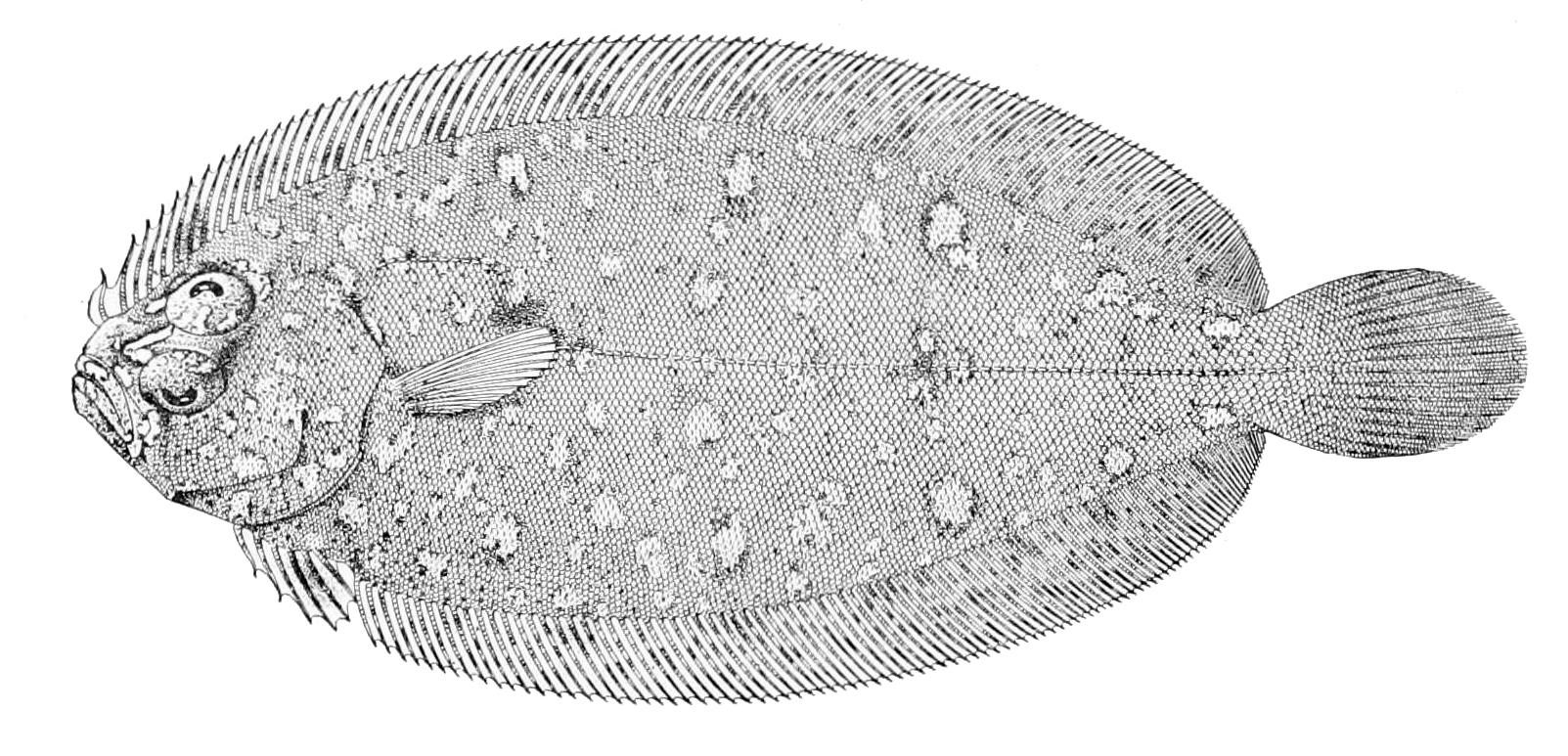
Parabothus coarctatus
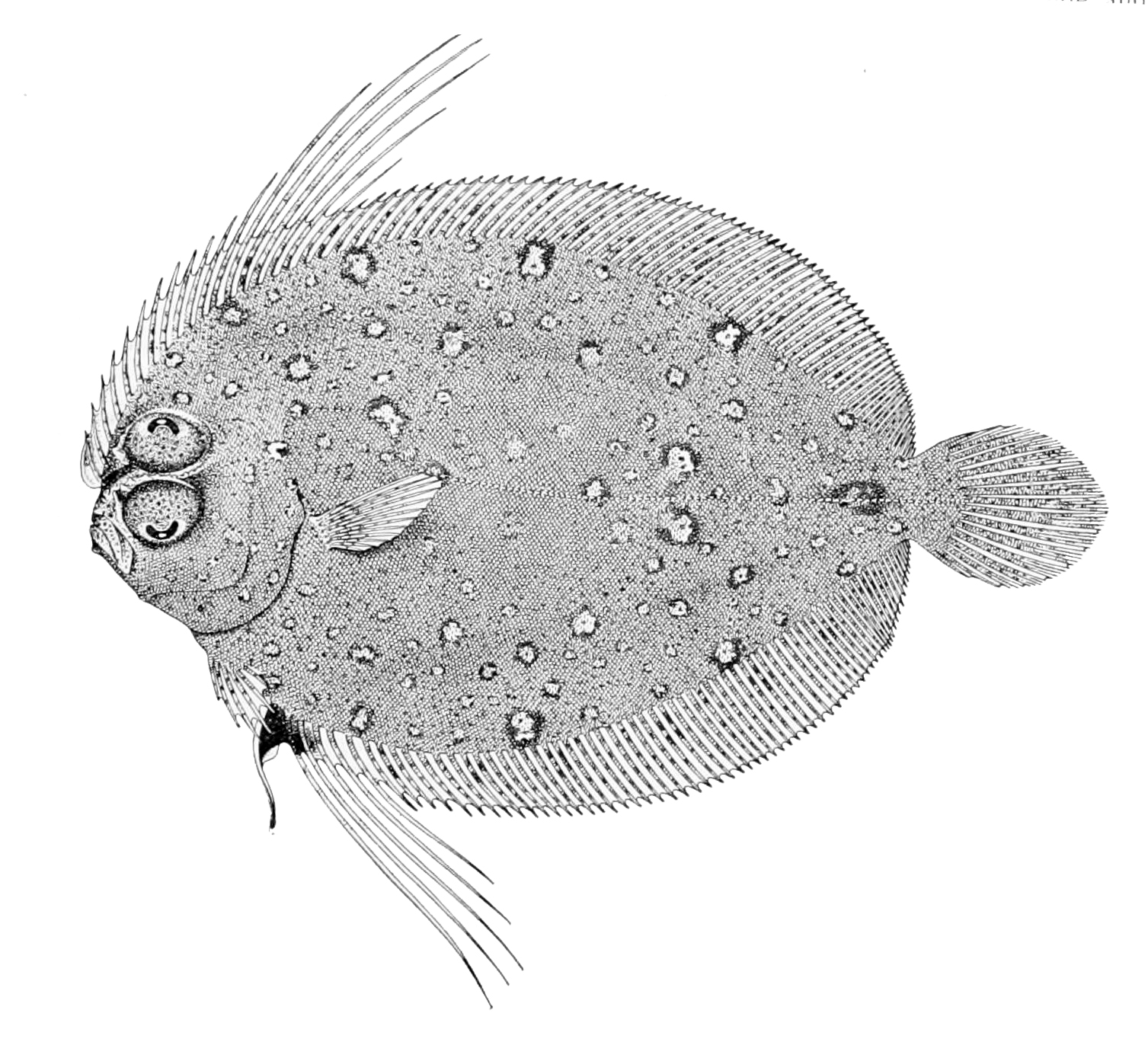
Taeniopsetta radula
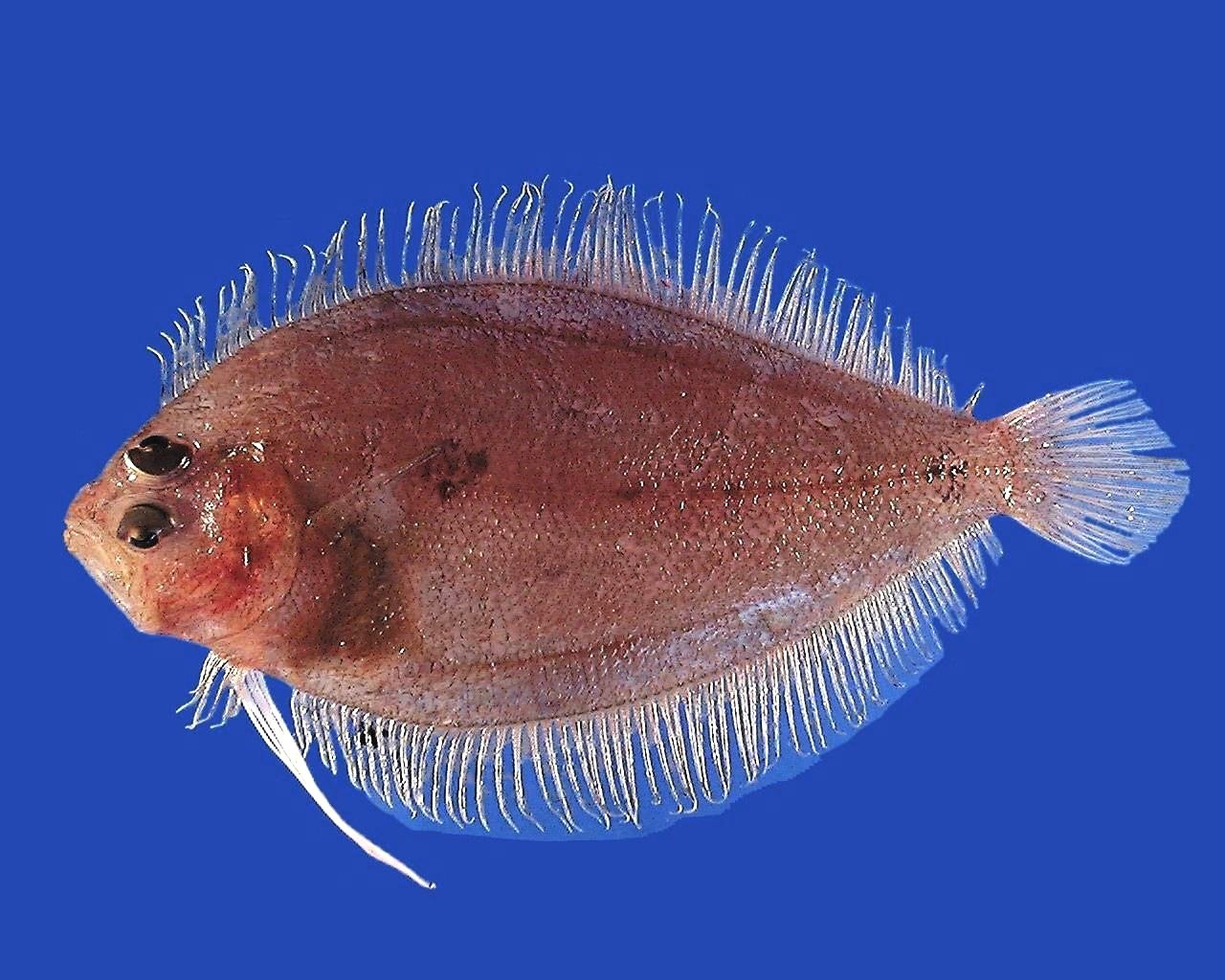
Trichopsetta ventralis